# Chile az 1964. évi nyári olimpiai játékokon
Chile a japán Tokióban megrendezett 1964. évi nyári olimpiai játékok egyik részt vevő nemzete volt. Az országot az olimpián 6 sportágban 14 sportoló képviselte, akik érmet nem szereztek.

## Atlétika
Férfi
| Versenyző     | Versenyszám | Előfutam | Előfutam | Előfutam | Negyeddöntő | Negyeddöntő | Negyeddöntő | Elődöntő | Elődöntő | Elődöntő | Döntő   | Döntő    |
| Versenyző     | Versenyszám | Idő      | Hely.    | Össz.    | Idő         | Hely.       | Össz.       | Idő      | Hely.    | Össz.    | Idő     | Helyezés |
| ------------- | ----------- | -------- | -------- | -------- | ----------- | ----------- | ----------- | -------- | -------- | -------- | ------- | -------- |
| Iván Moreno   | 100 m       | 10,59    | 2.       | 17.*     | 10,69       | 6.          | 28.         | kiesett  | kiesett  | kiesett  | kiesett | kiesett  |
| Iván Moreno   | 200 m       | 21,55    | 4.       | 30.*     | 21,74       | 7.          | 23.*        | kiesett  | kiesett  | kiesett  | kiesett | kiesett  |
| Ricardo Vidal | Maraton     |          |          |          |             |             |             |          |          |          | 2:28:01 | 30.      |

| Versenyző        | Versenyszám   | Selejtező | Selejtező | Döntő    | Döntő    |
| Versenyző        | Versenyszám   | Eredmény  | Helyezés  | Eredmény | Helyezés |
| ---------------- | ------------- | --------- | --------- | -------- | -------- |
| Pedro Etcheverry | Gerelyhajítás | 60,77 m   | 24.       | kiesett  | kiesett  |

* - egy másik versenyzővel azonos időt ért el

## Lovaglás
Díjugratás
| Versenyző         | Ló           | Versenyszám | 1. forduló | 1. forduló | 2. forduló | 2. forduló | Összesen | Összesen |
| Versenyző         | Ló           | Versenyszám | Pont       | Hely.      | Pont       | Hely.      | Pont     | Helyezés |
| ----------------- | ------------ | ----------- | ---------- | ---------- | ---------- | ---------- | -------- | -------- |
| Américo Simonetti | Trago Amargo | Egyéni      | 32,25      | 34.        | 20,00      | 25.        | 52,25    | 29.      |

## Ökölvívás
| Versenyző         | Versenyszám | Selejtező         | 32-es főtábla                                | Nyolcaddöntő               | Negyeddöntő              | Elődöntő          | Döntő             | Helyezés |
| Versenyző         | Versenyszám | Ellenfél Eredmény | Ellenfél Eredmény                            | Ellenfél Eredmény          | Ellenfél Eredmény        | Ellenfél Eredmény | Ellenfél Eredmény | Helyezés |
| ----------------- | ----------- | ----------------- | -------------------------------------------- | -------------------------- | ------------------------ | ----------------- | ----------------- | -------- |
| Mario Molina      | Pehelysúly  |                   | Szok Csonggu (Seok Jong-gu) (KOR) · kizárták | kiesett                    | kiesett                  | kiesett           | kiesett           | 17.      |
| Luis Zuniga       | Könnyűsúly  | erőnyerő          | Vilikton Barannyikov (URS) · 1-4             | kiesett                    | kiesett                  | kiesett           | kiesett           | 17.      |
| Misael Vilugrón   | Váltósúly   |                   | Marian Kasprzyk (POL) · 2-3                  | kiesett                    | kiesett                  | kiesett           | kiesett           | 17.      |
| Guillermo Salinas | Középsúly   |                   | erőnyerő                                     | Lahcen Ahidous (MAR) · RSC | Franco Valle (ITA) · 0-5 | kiesett           | kiesett           | 5.       |

## Öttusa
| Versenyző       | Versenyszám | Lovaglás | Lovaglás | Lovaglás | Vívás    | Vívás | Vívás | Lövészet | Lövészet | Lövészet | Úszás  | Úszás | Úszás | Futás   | Futás | Futás | Összesen    | Összesen |
| Versenyző       | Versenyszám | Idő      | Pont     | Hely.    | Eredmény | Pont  | Hely. | Pontszám | Pont     | Hely.    | Idő    | Pont  | Hely. | Idő     | Pont  | Hely. | Összes pont | Helyezés |
| --------------- | ----------- | -------- | -------- | -------- | -------- | ----- | ----- | -------- | -------- | -------- | ------ | ----- | ----- | ------- | ----- | ----- | ----------- | -------- |
| Aquiles Gloffka | Egyéni      | 3:03,5   | 1100     | 4.       | 14–22    | 532   | 31.   | 184      | 780      | 27.      | 4:04,3 | 980   | 17.   | 16:35,9 | 715   | 34.   | 4107        | 31.      |

## Sportlövészet
Férfi
| Versenyző         | Versenyszám       | Pont | Helyezés |
| ----------------- | ----------------- | ---- | -------- |
| Roberto Huber     | Sportpuska, fekvő | 586  | 38.      |
| Juan Enrique Lira | Trap              | 193  | 6.       |
| Gilberto Navarro  | Trap              | 188  | 17.      |

## Vívás
Férfi
| Versenyző       | Versenyszám       | Csoportkör | Csoportkör | Csoportkör        | Csoportkör | Elődöntő          | Elődöntő          | Elődöntő          | Döntő             | Helyezés    |
| Versenyző       | Versenyszám       | 1. kör | 1. kör     | 2. kör            | 2. kör     | 3. kör            | 4. kör            | 5. kör            | Döntő             | Helyezés    |
| Versenyző       | Versenyszám       | Ellenfél Eredmény | Hely.      | Ellenfél Eredmény | Hely.      | Ellenfél Eredmény | Ellenfél Eredmény | Ellenfél Eredmény | Ellenfél Eredmény | Helyezés    |
| --------------- | ----------------- | --- | ---------- | ----------------- | ---------- | ----------------- | ----------------- | ----------------- | ----------------- | ----------- |
| Aquiles Gloffka | Párbajtőr, egyéni | H. csoport · Bill Hoskyns (GBR) · 0-5 · Nemere Zoltán (HUN) · 0-5 · Paul Pesthy (USA) · 2-5 · Sin Duho (Sin Du-ho) (KOR) · 2-5 · Wiesław Glos (POL) · 3-5 · Araki Tosiaki (JPN) · 1-5 · Jesús Taboada (ARG) · 5-4                                                         | 7.         | kiesett           | kiesett    | kiesett           | kiesett           | kiesett           | kiesett           | helyezetlen |
| Sergio Jimenez  | Párbajtőr, egyéni | G. csoport · Tabucsi Kazuhiko (JPN) · 1-5 · Jacques Guittet (FRA) · 4-5 · Kausz István (HUN) · 1-5 · David Micahnik (USA) · 3-5 · Russell Hobby (AUS) · 5-5 · Michel Steininger (SUI) · 5-3 · Emilio Echeverry (COL) · 5-4                                                | 7.         | kiesett           | kiesett    | kiesett           | kiesett           | kiesett           | kiesett           | helyezetlen |
| Sergio Vergara  | Párbajtőr, egyéni | E. csoport · Claude Bourquard (FRA) · 3-5 · Alberto Pellegrino (ITA) · 4-5 · Walter Bar (SUI) · 1-5 · Göran Abrahamsson (SWE) · 0-5 · Dietrich Hecke (EUA) · 0-5 · Han Mjongszok (Han Myeong-seok) (KOR) · 4-5 · Dibier Tamayo (COL) · 5-3 · Houshmand Almasi (IRI) · 5-1 | 7.         | kiesett           | kiesett    | kiesett           | kiesett           | kiesett           | kiesett           | helyezetlen |